# Reiko Ōhara
Reiko Ōhara (jap. 大原 麗子 Ōhara Reiko; ur. 13 listopada 1946 w Tokio, zm. 3 sierpnia 2009 tamże) – japońska aktorka, która w swojej karierze wystąpiła w wielu filmach i dramach.

## Życiorys
Ōhara urodziła się 13 listopada 1946 roku w dzielnicy Bunkyō w Tokio. Jej rodzice rozwiedli się, gdy miała osiem lat i była wychowywana przez matkę. Po ukończeniu studiów rozpoczęła karierę aktorską i stała się powszechnie znana dzięki występom w popularnych dramach.
Po ukończeniu szkoły średniej w 1964 roku przeszła przesłuchanie NHK dla nowicjuszy i zadebiutowała w showbiznesie w tym samym roku w dramie „Kōfuku shiken” (幸福試験). Rok później dołączyła do Toei i szybko stała się prawdziwą gwiazdą, występując w 20 filmach w ciągu dwóch lat. Ōhara zyskała jeszcze większy rozgłos dzięki występom w serii reklam Suntory Red, które były emitowane przez 10 lat od 1977 roku.
W 1973 roku poślubiła aktora Tsunehiko Watase, ale rozwiedli się pięć lat później. W 1980 roku ponownie wyszła za mąż za piosenkarza Shinichiego Mori, z którym była do 1984 roku.
W przeprowadzanym przez Video Research badaniu wizerunkowym osobowości telewizyjnych w latach 1976–1984 aż 13 razy zajęła pierwsze miejsce w kategorii żeńskich talentów. W 1989 roku zagrała główną rolę w taiga dramie „Kasuga no Tsubone”. Chociaż jej kariera aktorska wydawała się dobrze rozwijać, cierpiała na skutki zespołu Guillaina-Barrégo, który zdiagnozowano u niej w wieku 28 lat. W 1991 roku przeniosła swoją działalność na scenę, debiutując w sztuce teatralnej „Otoko o kin ni suru on'na”.
W późniejszych latach unikała aktywności fizycznej z powodu choroby, powstrzymywała się od występów i większość czasu spędzała w domu. 6 sierpnia 2009 roku 62-letnia Ōhara została znaleziona martwa w swoim domu w dzielnicy Setagaya w Tokio. Autopsja wykazała, że szacowana data zgonu to 3 sierpnia tego samego roku. Przyczyną śmierci był krwotok śródmózgowy spowodowany arytmią.
W lipcu 2011 roku ukazała się biografia Ohary „Ōhara Reiko Ho no yōni” (大原麗子 炎のように), a w 2013 roku jednoodcinkowa drama „Joyu Reiko Honoo no Youni” (女優　麗子　炎のように) przedstawiająca samotne życie aktorki, w tym jej walkę z zespołem Guillaina-Barrégo i innymi przewlekłymi chorobami, a także przygląda się prawdzie stojącej za jej śmiercią. Drama powstała na podstawie biografii aktorki.

## Wybrana filmografia

### Dramy
| Rok  | Tytuł                                     | Rola            | Stacja telewizyjna | Uwagi                             |
| ---- | ----------------------------------------- | --------------- | ------------------ | --------------------------------- |
| 1974 | Katsu Kaishū (勝海舟)                     | Kaji Kuma       | NHK                | Taiga drama                       |
| 1979 | Tatoeba, Ai (たとえば、愛)                | Fuyuko Kujo     | TBS                | Główna rola                       |
| 1981 | Genkotsu ni Kuchizuke (拳骨にくちづけ)    | Kaoru Sugimoto  | TBS                | Główna rola                       |
| 1984 | Kurenai Zoku no Hanran (くれない族の反乱) | Kazuko Nakano   | TBS                | Główna rola                       |
| 1984 | Sanga Moyu (山河燃ゆ)                     | Noriko Mishima  | NHK                | Taiga drama                       |
| 1986 | Tonari no Onna (となりの女)               | Asako Watanabe  | TBS                | Główna rola                       |
| 1989 | Kasuga no Tsubone (春日局)                | Ofuku           | NHK                | Główna rola, taiga drama          |
| 1990 | Haguregumo (浮浪雲)                       | Kame            | TBS                | Główna rola                       |
| 1992 | Chiroru no banka (チロルの挽歌)           | Shizue Tateishi | NHK                | Główna rola, jednoodcinkowa drama |
| 1998 | Tokugawa Yoshinobu (徳川慶喜)             | Ren             | NHK                | Taiga drama                       |
| 2000 | Sugao no Tokimeki (素顔のときめき)        | Noriko Shindo   | NHK                | Główna rola                       |

### Filmy
| Rok  | Tytuł                                                   | Rola                                  | Uwagi       |
| ---- | ------------------------------------------------------- | ------------------------------------- | ----------- |
| 1966 | Otoko nante nanisa (男なんてなにさ)                     | Miki                                  | Główna rola |
| 1968 | Maruhi toruko buro ((秘)トルコ風呂)                     | Tamako Hanamura                       | Główna rola |
| 1970 | Festiwal ogni Zatoichiego (座頭市あばれ火祭り)          | Okiyo                                 | Główna rola |
| 1978 | Ognisty ptak (火の鳥)                                   | Hinaku                                |             |
| 1978 | Spisek rodziny Yagyu (柳生一族の陰謀)                   | Okuni (śpiewaczka)                    |             |
| 1983 | Izakaya Chōji (居酒屋兆治)                              | Sayo Kamiya (była dziewczyna Eijiego) | Główna rola |
| 1984 | Znak (Ohan) (おはん)                                    | Okayo (gejsza)                        | Główna rola |
| 1984 | Tora-san's Forbidden Love (男はつらいよ 寅次郎真実一路) | Fujiko Tominaga                       |             |
| 1986 | Big Joys, Small Sorrows (新・喜びも悲しみも幾歳月)      | Asako Sugimoto                        | Główna rola |
| 1992 | Shôrishatachi (勝利者たち)                              | Keiko Kunitomo                        | Główna rola |

## Teatr
| Rok  | Tytuł                                                      | Rola   | Uwagi                                  | Przy.  |
| ---- | ---------------------------------------------------------- | ------ | -------------------------------------- | ------ |
| 1991 | Otoko o kin ni suru on'na (男を金にする女)                 | Otose  | Sztuka wystawiana w Teatrze Geijutsuza | [ 6 ]  |
| 1993 | Shinagawashinjū -Shirakiya o some- (品川心中 -白木屋お染-) | Osome  | Sztuka wystawiana w Teatrze Nissay     | [ 10 ] |
| 1994 | Onatsukyōran (お夏清十郎)                                  | Onatsu | Sztuka wystawiana w Teatrze Cesarskim  | [ 11 ] |
| 2003 | Nemuri ningyō (眠り人形)                                   |        | Sztuka wystawiana w Teatrze Mitsukoshi | [ 6 ]  |

## Dyskografia

### Album
| # | Tytuł                              | Utwory | Informacje                                                  | Uwagi                      |
| - | ---------------------------------- | --- | ----------------------------------------------------------- | -------------------------- |
| 1 | Ai No Tsuzure Ori (愛のつづれ織り) | Lista utworów 1. まあね (Maane) 2. 待つことになれて (Matsu koto ni narete) 3. 裏町のバラ (Uramachi no bara) 4. おもしろくて哀しくて (Omoshiroku te kanashiku te) 5. 誰なの? (Dare nano?) 6. 夢のあと (Yume no ato) 7. さりげなく悪いやつ (Sarigenaku warui yatsu) 8. 雨の旅人 (Ame no Tabibito) 9. 花火 (Hanabi) 10. 灯りをつけて出て行って (Akari wo tsukete dete itte) 11. レストラン (語り) (Restaurant) | - Wydany: 25 marca 1978 - Dystrybucja: Reprise - Format: LP | Numer katalogowy: L-11002R |

## Nagrody i nominacje
| Rok  | Ceremonia                            | Kategoria                      | Nominacja           | Rezultat  | Przy.  |
| ---- | ------------------------------------ | ------------------------------ | ------------------- | --------- | ------ |
| 1966 | Nagrody Élan d’Or                    | Debiutant Roku                 | Reiko Ōhara         | Wygrana   | [ 12 ] |
| 1985 | Nagrody Japońskiej Akademii Filmowej | Najlepsza Aktorka Drugoplanowa | Znak (Ohan, おはん) | Nominacja | [ 13 ] |